# Hannu Patronen
Hannu Jarl Johannes Patronen (født 23. maj 1984 i Järvenpää, Finland) er en finsk tidligere fodboldspiller (midterforsvarer). 
Patronen spillede seks kampe for Finlands landshold, som han debuterede for 2. februar 2008 i en venskabskamp mod Polen. Han vandt to finske mesterskaber med HJK Helsinki og ét svensk mesterskab med Helsingborg.